# توپولف ای‌ان‌تی-۷
توپولف ای‌ان‌تی-۷ (به انگلیسی: Tupolev ANT-7) یک هواگرد ساختِ کارخانهٔ توپولف در کشور اتحاد جماهیر سوسیالیستی شوروی است که در سال ۱۹۳۱–۱۹۳۴ ساخته شد. نخستین استفاده‌کنندهٔ این هواپیما نیروی هوایی شوروی بوده‌است. این هواگرد برای نخستین بار در ۲۰ اکتبر ۱۹۲۳ میلادی مورد استفاده قرار گرفت.